# Pooja Umashankar
Pooja Umashankar (ur. 25 czerwca 1981 w Sri Lance jako Pooja Gautami Umashankar, znana jako Pooja) – kollywoodzka aktorka.

## Filmografia
- Kusa Pabha (2012)...Pabawathi
- Naan Kadavul (2009)...
- Xerox (2007)...
- Oram Poo (2007)...
- Pori (2007)... Uma
- Thagapansamy (2006) ... Marikozhundhu
- Anjalika (2006)... Anjalika, Uththara
- Thambi (2006) ... Archana
- Pattiyal (2006) ... Sandhya
- Githan (2005) ...
- Ullam Ketkumae (2005) ... Irene
- Attagasam (2004) ...
- Jay Jay (2003) ... Pooja